# Jean Humbert-Droz
Jean Humbert-Droz, né le 6 novembre 1899 à La Chaux-de-Fonds et décédé le 11 mars 1953 à Neuchâtel, est une personnalité politique suisse, membre du Parti libéral.

## Biographie
Jean Humbert-Droz est né le 6 novembre 1899 à La Chaux-de-Fonds. Il est le fils de Jean-Henri Humbert-Droz (1859-1935), un fabricant de boîtes de montres et député libéral au Grand Conseil du canton de Neuchâtel, et d'Adèle Duvoisin,.
Il effectue sa scolarité à La Chaux-de-Fonds. Protestant, il fait partie de l'Union chrétienne de La Chaux-de-Fonds. Après la fin de sa scolarité, il reprend avec son frère l'entreprise de son père,. Il est nommé délégué de la Chambre suisse de l'horlogerie et y représentera plus tard le canton lorsqu'il sera conseiller d'État,. Il est membre du comité de la Fondation du Laboratoire suisse de recherche horlogère.
Membre du Parti libéral, il milite d'abord d'abord chez les Jeunes Libéraux de La Chaux-de-Fonds. Il est élu au Conseil général, le législatif, de La Chaux-de-Fonds en 1921 et y est un temps le chef du groupe libéral,. En 1932, il quitte cet organe avec l'intention de se consacrer à son entreprise dans un contexte de crise économique. 
Lors de la mort du Conseil d'État libéral Alfred Clottu, son parti le choisit toutefois, le 12 octobre 1933, comme candidat pour lui succéder,. Le Parti radical-démocratique et le Parti progressiste national soutiennent également sa candidature. Le 12 novembre 1933, il est élu au Conseil d'État, l'exécutif du canton de Neuchâtel, battant le candidat socialiste Ernest-Paul Graber par 14'374 voix contre 12'790,. Il l'emporte dans toutes les communes du canton, sauf dans les deux villes horlogères de La Chaux-de-Fonds et du Locle, et dans les villages de Brot-Dessous, Buttes, Fleurier, Fontainemelon, Les Hauts-Geneveys et Saint-Sulpice.
Il entre en fonction au Conseil d'État le 15 décembre 1933 et y reste jusqu'à son décès en 1953,. Lors de son arrivée au Conseil d'État, il est nommé à la tête du Département de l'industrie et militaire en pleine crise économique, alors que le canton compte 11'500 chômeurs,. C'est pendant son mandat que sont approuvées différentes lois encadrant la vie économique: allocations familiales, congés payés, fermeture des magasins ou office économique neuchâtelois. Il fait également adopter une loi sur les contrats collectifs, mais elle est annulée par le Tribunal fédéral. Dans le domaine de l'assurance contre le chômage, il soutient la liberté pour les employeurs et les employés de choisir la caisse de leur choix. Favorable à un libéralisme social, il veille toutefois à ce que la place de l'État dans l'économie reste restreinte,. En 1942, il change de département et passe à la tête du Département des cultes. C'est sous son égide qu'a lieu la réunion des deux églises réformées neuchâteloises, l'Église nationale et l'Église indépendante, en 1943. En 1952, il annonce qu'il ne briguera pas un nouveau mandat lors des élections cantonales de 1953. Pendant les vingt ans qu'il passe au Conseil d'État, il a l'occasion de le présider à quatre reprises. 
Il assume un temps la vice-présidence du Parti libéral neuchâtelois et est également actif politiquement au niveau national. Il est ainsi président du Parti libéral et, de 1940 à 1946, conseiller national, où il succède à Marcel-René Krügel,. Il renonce à son mandat de Conseiller national en 1946 afin de pouvoir se concentrer sur son travail de conseiller d'État. Il préside également la commission de surveillance de l'orphelinat Borel à Neuchâtel.
Il meurt le 11 mars 1953 à Neuchâtel des suites d'une angine de poitrine. Il est enterré le 14 mars dans la même ville en présence de nombreuses personnalités, dont le conseiller fédéral Max Petitpierre.